# باشگاه ورزشی گروستو ۱۹۱۲
باشگاه ورزشی گروستو ۱۹۱۲ (انگلیسی: US Grosseto 1912) یک باشگاه فوتبال مستقر در گروستو، ایتالیا است که در حال حاضر در سری دی ایتالیا، چهارمین سطح لیگ فوتبال در این کشور به فعالیت می‌پردازد.
آن‌ها بازی‌های خانگی خود را در ورزشگاه المپیک کارلو زچینی، مستقر در گروستو انجام می‌دهند که به اندازه ۱۰۲۰۰ صندلی گنجایش پذیرش تماشاگر دارد.

## تاریخچه
این باشگاه در سال ۱۹۱۲ به عنوان باشگاه فوتبال گروستو تأسیس شد.
این باشگاه تنها نه سال بعد، در سال ۱۹۲۱، به فدراسیون فوتبال ایتالیا پیوست و برای شرکت در بازی‌های دسته پروموتسیونه پذیرفته شد.
در سال ۱۹۲۷، رنگ‌های رسمی باشگاه از سیاه و سفید به سفید و قرمز کنونی تغییر کرد.
از زمان تأسیس، گروسِتو به‌طور گسترده‌ای از سری سی تا لیگ‌های آماتوری بازی کرده است. در سال ۱۹۹۵، پروانه این باشگاه به دلیل مشکلات مالی توسط فدراسیون فوتبال لغو شد و بنابراین حق شرکت در سری C2 را از دست داد، آن هم در شرایطی که در همان سال در سری دی قهرمان شده‌بود. پس از این وقایع، گروسِتو به اچلنتسا سقوط کرد و در جایگاه پانزدهم قرار گرفت و بنابراین در ادامه به پروموتسیونه تنزل یافت. با این حال، دو صعود متوالی از ۱۹۹۷ تا ۱۹۹۹ گروسِتو را به سری دی بازگرداند.

### دوران کامیلی (۲۰۰۰–۲۰۱۵)
در سال ۲۰۰۰، پی‌یرو کامیلی باشگاه را خرید تا گروسِتو را به دنیای حرفه‌ای بازگرداند. در فصل ۲۰۰۱–۲۰۰۲، گروسِتو به عنوان نایب قهرمانی سری دی (گروه اف) دست یافت و کمی بعد برای مسابقات سری C2 پذیرفته شد. این باشگاه در سال ۲۰۰۴ قهرمان سری C2 شد و به سری C1 صعود کرد. در سال ۲۰۰۵، گروسِتو به پلی‌آف صعود به سری بی راه پیدا کرد، اما در نیمه‌نهایی به پاویا باخت؛ یک سال بعد، گروسِتو دوباره به پلی‌آف راه یافت، جایی که در نیمه‌نهایی ساساری تورس را شکست داد، اما در ادامه در فینال به فروزینونه باخت و فرصت صعود به سری بی، برای اولین بار در تاریخ باشگاه، را از دست داد. با این حال، در فصل ۲۰۰۶–۲۰۰۷، تحت هدایت آنتونلو کوکورددو، که پس از نهمین هفته مسابقه، او را جایگزین ماسیمیلیانو آلگری کرده‌بودند، گروسِتو در نهایت موفق به بردن سری سی۱ گروه آ شد و در آخرین روز مسابقه با پیروزی ۱–۰ در برابر پادوا و گل کارل والری، به سری بی راه یافت. کوکورددو چند روز پس از صعود بزرگ، با توافق دوطرفه از گروسِتو جدا شد و جورجیو روزلی به عنوان جانشین او برای حضور باشگاه در سری بی فصل ۲۰۰۷–۰۸ منصوب شد.
باشگاه اولین حضور تاریخی خود در سری بی را با سه شکست متوالی ناامیدکننده آغاز کرد که منجر به برکناری روزلی در ۱۱ سپتامبر ۲۰۰۷ و جایگزینی او با استفانو پیولی، سرمربی سابق باشگاه فوتبال پارما شد. پیولی توانست تیم را به یک جایگاه میانه جدول هدایت و از سقوط اجتناب کند.
فصل ۲۰۰۹–۲۰۰۸ سری بی فراتر از انتظار، تحت هدایت سرمربی جدید الیو گوستینتی آغاز شد؛ تیم فصل خود را با فرم بسیار قابل توجهی آغاز کرد، اما سپس بحران نتیجه‌گیری گروسِتو را از منطقه پلی‌آف صعود خارج کرد و منجر به برکناری گوستینتی و جایگزینی او با ایتزیو روسی شد هر چند مدتی بعد گوستینتی دوباره به مقام سرمربی‌گری گروستو منصوب شد. بازگشت مجدد گوستینتی باعث شد تیم در جایگاه ششم قرار گیرد و گروسِتو به پلی‌آف صعود راه یابد. ماره‌ماننی در اولین بازی خود در برابر لیورنو (۲–۰) پیروز شد، اما در بازی دوم در یک بازی جنجالی که در آن گروسِتو با ۷ بازیکن بازی را به پایان رسانید با نتیجه ۱–۴ شکست خورد و نتوانست به سری آ صعود کند.
فصل ۲۰۰۹–۱۰ در سری بی، فصل نسبتاً خوبی برای باشگاه بود؛ چرا که در جایگاه هفتم قرار گرفت و تنها چند امتیاز از منطقه پلی‌آف صعود فاصله داشت. این فصل همچنین از این جهت برای گروسِتو به یاد ماندنی بود که مهاجم فوق‌العاده آنها مائوریسیو پینیلا ۲۴ گل در ۲۴ بازی به ثمر رساند و در تابستان ۲۰۱۰ به باشگاه فوتبال پالرمو در سری آ منتقل شد.
در ۱۰ اوت ۲۰۱۲، گروسِتو به‌طور موقت، به اتهامات مربوط به رسوایی اسکامسوپولی، توسط کمیته انضباطی به سقوط به لیگ پرو پریما دیویژونه محکوم شد. علاوه بر این، رئیس گروسِتو به مدت پنج سال از تمام فعالیت‌های فوتبال تعلیق شد. اما در ۲۲ اوت ۲۰۱۲، گروسِتو و رئیس آن توسط دادگاه عدالت تبرئه شدند و حکم مرحله اول لغو گردید و بنابراین به سری بی بازگشتند.
این باشگاه در پایان فصل ۲۰۱۳–۲۰۱۲ به سقوط دچار شد و شش سال متوالی در سری بی را به پایان رساند. سپس دو سال در سری سی رقابت کرد. در تابستان ۲۰۱۵، مالک باشگاه، پیرو کامیلی ۱۵ سال ریاست خود را در باشگاه به پایان رساند.

### ۲۰۱۵ تا ۲۰۱۷
یک باشگاه جدید، باشگاه فوتبال گروستو اس‌اس‌دی در ۶ اوت ۲۰۱۵ به عنوان جانشین گروستو ثبت شد. با این حال، این باشگاه پس از سقوط به اچلنتسا توسکانی در سال ۲۰۱۷ تعطیل شد.

### مالکیت چری: بازگشت باشگاه ورزشی گروستو ۱۹۱۲
در ۱۸ ژوئیه ۲۰۱۷، کارآفرینان محلی ماریو و سیمونه چری، مالکان باشگاه فوتبال روزل (یک باشگاه فوتبال محلی از حومه روزل در ایتالیا) که در اچلنتسا توسکانی رقابت می‌کردند، وارد صحنه شدند. پس از توافق با مالک سابق، پیرو کامیلی و با استفاده از وضعیت لیگ، چری نام باشگاه را به انجمن ورزش آماتور اتحادیه ورزشی گروستو ۱۹۱۲ تغییر داد و بدین ترتیب میراث ورزشی شهر را از آن خود کرد.
فصل ۲۰۱۷–۱۸ با کسب جایگاه سوم در اچلنتسا توسکانی به پایان رسید و در فصل بعدی، گروستو، با کسب جایگاه اول به سری دی صعود کرد. فصل ۲۰۱۹–۲۰ بازگشت باشگاه به سطح چهارم فوتبال ایتالیا را رقم زد و پس از آن صعود متوالی دوم به سری سی برای فصل ۲۰۲۰–۲۰۲۱ را به همراه داشت.

### مالکیت لامیونی: از ۲۰۲۲
در نوامبر ۲۰۲۲، کارآفرین مشهور محلی جیوانی لامیونی حق امتیاز باشگاه را از مالک قبلی سالواتوره گوییدا خرید. لامیونی ریاست را به آنتونیو فیورینی واگذار کرد و فیلیپو وترینی را برای جایگاه مدیر ورزشی عمومی فراخواند. مردم شهر استقبال بسیار مثبتی از این مذاکره به عمل آوردند و شور و شوقی که به واسطه نتایج ناامیدکننده فصل قبل از دست رفته بود، دوباره به دست آمد. لامیونی اعلام کرد که تیمی را برای رقابت برای بازگشت به سری سی در فصل ۲۰۲۳–۲۴ تشکیل خواهد داد اما در پایان آن فصل موفق به صعود نشد.